# Лъгадинско езеро
Лъгадинското, още Айвасилското или Василското езеро (на гръцки: Λίμνη Κορώνεια, Лимни Корония, Λίμνη Λαγκαδά, Лимни Лангада или Λίμνη Αγίου Βασιλείου, Лимни Агиу Василиу), е езеро в Егейска Македония, Гърция.
Езерото е разположено на 10 километра североизточно от Солун (Тесалоники) в котловина между планините Богданска (Вертискос) от север и Хортач (Хортиатис) от юг. Два природни канала го свързват със съседното от изток Бешичко езеро (Волви), с което образуват обща екосистема. Имената на езерото произлизат от град Лъгадина (Лангаза) разположен на север от него или от село Агиос Василиос (Свети Васили или Айвасил), разположено на южния бряг.
В седемдесетте години езерната площ е 46,2 км², а дълбочината му – 8 метра. В следващите 20 години обемът на езерото критично се смалява и в 1995 година Лъгадинското езеро вече е с площ от 30 км² и дълбочина от 1 метър. През 2002 година е цялостно пресушено, а в 2003 частично възстановено с максимална дълбочина 0,9 метра. В езерото се развъжда цианобактерията Prymnesium parvum, която води до масова смърт на птици и риба. След изработването на план за справяне с екологическата катастрофа и неговата реализация, в 2004 езерната площ е 34,39 km².
Езерото е плитко, с ниско количество на кислород във водата лятно време.
Езерото, заедно със съседното Бешичко езеро, са записани в Рамсарската конвенция в 1974 година и са част от мрежата защитени зони Натура 2000 (1220001 и 1220009), като също така са обявени за орнитологично важни места (032).